# Port Huron
Port Huron – miasto i port w Stanach Zjednoczonych, w stanie Michigan, w hrabstwie St. Clair County. Liczy 28 749 mieszkańców (2019). Leży u wyjścia rzeki St. Clair z jeziora Huron, od wschodu sąsiadujące z kanadyjskim miastem Sarnia w prowincji Ontario. Jest nazywane „morską stolicą Wielkich Jezior”.

## Historia
Początki Port Huron sięgają roku 1814, kiedy na południowym krańcu jeziora Huron powstał Fort Gratiot. W 1825 wybudowano tu pierwszą latarnię w Michigan – stojącą do dzisiaj Fort Gratiot Lighthouse. W latach pięćdziesiątych XIX wieku nastąpił szybki rozwój miasta, będącego głównym portem na jeziorze Huron. Owocem tego było nadanie praw miejskich w 1857. W 1871 Sąd Najwyższy USA wybrał Port Huron na siedzibę hrabstwa St. Clair.
W Port Huron dzieciństwo spędził i dokonał pierwszych wynalazków Thomas Alva Edison.

## Współczesność
Obecnie jest to miasto o charakterze głównie wypoczynkowym i turystycznym, o czym decydują liczne porty jachtowe i plaże. Jest też jednym z popularniejszych miejsc obserwowania statków pływających po Wielkich Jeziorach. Do głównych atrakcji turystycznych miasta należą:
- muzeum miejskie Port Huron,
- muzeum Edisona,
- latarnia Fort Gratiot Lighthouse,
- statek „Huron” - będący obecnie muzeum,
- most graniczny z Kanadą - Blue Water Bridge, zaprojektowany przez Rudolfa Modrzejewskiego,
- zabytkowe centrum miasta.

W mieście rozwinął się przemysł samochodowy, cementowy oraz maszynowy.